# Eristalinus nitidiventris
Eristalinus nitidiventris är en tvåvingeart som först beskrevs av Macquart 1842.  Eristalinus nitidiventris ingår i släktet slamflugor, och familjen blomflugor. Inga underarter finns listade i Catalogue of Life.